# 't Ven (Venlo)
 't Ven (ook wel Het Ven) is een wijk en stadsdeel in de gemeente Venlo in de Nederlandse provincie Limburg. De wijk ligt in het noordoosten en heeft 2.485 inwoners in 2023 (CBS). Ruwweg wordt 't Ven begrensd door de Nijmeegseweg en de grens met Duitsland.
Het oorspronkelijke landschap in 't Ven bestaat voornamelijk uit enkele stroomgeulen van de Maas. Op de randen van de stroomruggen lagen wegen en bebouwing. Eind 19e eeuw is een aantal napoleonswegen aangelegd in Venlo, die allen min of meer gericht zijn op de Martinuskerk. Een van die wegen is de Straelseweg, de hoofdweg vanuit het centrum van Venlo naar de Duitse grens. Een van die kruispunten vormt de ligging van het centrum van 't Ven. Dit wordt versterkt door de aanwezigheid van het slotklooster Mariadal en de aanwezigheid van de vroegere herberg Bellevue. Naast Mariadal (Dominicanessen van de tweede orde) waren er de kloosters Nazareth (zusters van Liefde uit Tilburg), voor de opvang van verwaarloosde kinderen en Albertushof (Dominicanessen). Het oorspronkelijk agrarisch karakter van de bevolking is zo goed als verdwenen, met name door de schaalvergroting.
't Ven was onderdeel van de zogenaamde Bantuin (het gebied buiten de stadsmuren waar door de stad Venlo recht mocht worden gesproken), maar is door stadsuitbreidingen onderdeel geworden van de stad zelf. De oude buurtschap wordt gekenmerkt door boerderijen, bestaande bebouwing, nieuwbouw en industrieterrein Veegtes. Veel van de oude bebouwing en omliggende landschappen zijn rijksmonumenten.

## Religie
Jarenlang maakten inwoners van 't Ven en omstreken gebruik van het kapelletje van klooster Mariadal. Het klooster werd eind 19e eeuw door Duitse zusters van de Derde Orde van Sint Dominicus, gesticht vanwege de Kulturkampf. Deze Duitse zusters kochten in 1882 in 't Ven Huis Geritten en richtten dit in als klooster met de naam 'Klein Mariënthal'. In totaal werd zo'n 20 jaar aan het klooster gebouwd. In 1903 werd er een grote kapel aangebouwd, genaamd Gerarduskappelletje. Na de Tweede Wereldoorlog kerkte de gemeenschap in het kleine Gerarduskappelletje, maar men besloot in 1956 dat 't Ven een eigen kerk moest krijgen. De in 1966 voltooide kerk werd gewijd aan Sint-Michaël. Tevens werd na de Tweede Wereldoorlog het klooster, vanwege anti-Duitse gevoelens bij de Venlose burgerij, omgedoopt in Mariadal. In juni 1981, honderd jaar na aankomst in Venlo, verlieten de zusters Mariadal en vertrokken naar Berg en Dal.
Het klooster werd hierna aangekocht door de gemeente en doorverkocht aan een vereniging van eigenaren. Thans doet het gerestaureerde klooster dienst als woon-, atelierruimte en als activiteitencentrum
Na een gedeeltelijke sloop en verbouwing van de Michaëlkerk en volledige opheffing van gemeenschapshuis "de Groethof", zijn deze nu geïntegreerd in "De Bantuin", gelegen aan het Pastoor Kierkelsplein. Geopend in 2006. Tevens is hierbij de aanpalende basis (Gemma) school met peuterspeelzaal ('t Venke) verbouwd en aangepast.
In 't Ven werd na de Tweede Wereldoorlog ook de Kapel Onze-Lieve-Vrouw in 't Ven gebouwd.

## Trivia
- Sinds 1974 heeft 't Ven zijn eigen carnavalsvereniging: De Moeraskwaakers. De vereniging bestond in het seizoen 2018/2019 4x11 jaar.
- RKSV FCV Venlo is een Nederlandse voetbalclub uit 't Ven, gemeente Venlo. FCV is opgericht op 18 oktober 1932
- Tennisvereniging L.T.C. de Kaetelberg is opgericht op 8 december 1977.
- Sinds 2011 vindt jaarlijks de 'Kwaakerrun' plaats, een hardloopwedstrijd door 't Ven.
- Gemeenschapshuis De Bantuin ontstond in 2006 als opvolger van De Groethof.